# Campeonato Mundial de Tiro con Arco al Aire Libre de 1939
El IX Campeonato Mundial de Tiro con Arco al Aire Libre se celebró en Oslo (Noruega) entre el 31 de julio y el 5 de agosto de 1939 bajo la organización de la Federación Internacional de Tiro con Arco (FITA) y la Federación Noruega de Tiro con Arco.

## Medallistas

### Masculino
| Evento                  | Oro                                                 | Plata                                      | Bronce                                                      |
| ----------------------- | --------------------------------------------------- | ------------------------------------------ | ----------------------------------------------------------- |
| Arco recurvo individual | Roger Béday Francia                                 | Gaston Questeman Francia                   | A. H. Mole Reino Unido                                      |
| Arco recurvo por equipo | Roger Béday Gaston Questeman Pierre Felbacq Francia | A. H. Mole C. J. Smith Sparrow Reino Unido | Gunnar Källström · Henry Kjellson · Jan Kjellander · Suecia |

### Femenino
| Evento                  | Oro                                                                  | Plata                                                           | Bronce                                                 |
| ----------------------- | -------------------------------------------------------------------- | --------------------------------------------------------------- | ------------------------------------------------------ |
| Arco recurvo individual | Janina Kurkowska · Polonia                                           | Natalia Szczycińska · Polonia                                   | Louise Nettleton Reino Unido                           |
| Arco recurvo por equipo | Janina Kurkowska · Natalia Szczycińska · Krystyna Guzianka · Polonia | Louise Nettleton Louisa Sandford Nora Weston-Martyr Reino Unido | Lisa Heilborn · Julia Stranne · Tina Kjellson · Suecia |

## Medallero
| Núm. | País        | Oro | Plata | Bronce | Total |
| ---- | ----------- | --- | ----- | ------ | ----- |
| 1    | Francia     | 2   | 1     | 0      | 3     |
| 1    | Polonia     | 2   | 1     | 0      | 3     |
| 3    | Reino Unido | 0   | 2     | 2      | 4     |
| 4    | Suecia      | 0   | 0     | 2      | 2     |
|      | TOTAL       | 4   | 4     | 4      | 12    |